# 美国国债券

美國公債持有者比例(2008)

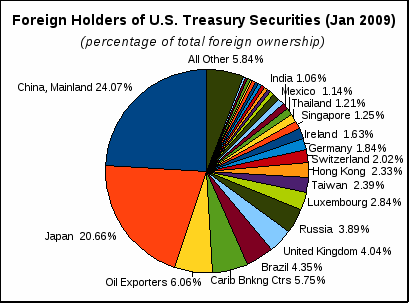
美國公債外國持有部分；各國比例(2008)

美国国债券，正式名稱为美國財政部證券，又稱美國財政部債券、美國國庫證券、美國國庫債券，簡稱美債，是美国财政部发行的政府债券，用于弥补税收之外的政府开支，它常被简称为Treasuries。自2012年起，財政服務局取代美國公债局，安排公債的管理。
美国国债券分为可流通国债券和不可流通国债券2种，可流通国债券的流通性非常高，在二級市場的交易非常活躍，不可流通国债券一經購買就不能在市場上交易。
可流通的美国国债券分为4种类型（可轉讓證券）：
- 短期国债券（或稱國庫券、短期公債）
- 中期国债券（或稱中期公債）
- 长期国债券（或稱國庫債券、長期公債）
- [5]

不可流通国债券有以下类型：州和地方政府系列債（State and Local Government Series）、對政府管理的信託基金發行的政府帳戶債券（Government Account Series debt）、儲蓄債券（Saving Bonds）。
美国国债券由美国政府的“完全信用和信誉”担保，这意味着美国政府承诺通过一切合法手段筹资以偿还国债券的债务。尽管美国是主权国家，理论上可以违约而无须承担法律后果，但其长期良好的偿债记录使美国国债券被视为全球最低风险的投资工具之一。由于美国国债券的低风险特性，美国国债券在金融系统中有着独特地位，常被机构、公司和富有投资者视为现金等价物。

## 歷史

### 一战时期的财政筹措
为应对第一次世界大战的开支，美国政府提高了所得税（参考1917年《战争税法》），并发行政府债务，称为战争债券（War Bonds）。传统上，政府通常向其他国家借款，但1917年并无其他可供借款的国家。
财政部在战争期间通过发行215亿美元的“自由债券”（Liberty Bonds）**筹措资金。这些债券通过“认购制”发行，即政府先设定票息，再按面值出售。在认购制度下，债券有时一天内就能售罄，通常根据市场需求开放几周时间。
战争结束后，许多自由债券到期，但财政部无法仅凭有限的预算盈余全部偿还债务。为了解决这一问题，财政部通过发行短期和中期变动期限的债务进行再融资。这一阶段的债务也通过认购制发行，由财政部设定票息与价格。

### 国债券拍卖制度的形成
到了1920年代末，债务发行的问题日益显现。当时系统经常超额认购，即债券利率过于诱人，导致购买需求超过政府筹资需求，表明政府为债务支付的成本过高。债券被低估，债券购买者可以从政府购得债券，再以更高价格转卖获利。
1929年，美国财政部放弃了固定价格认购制，改为拍卖制，将国库券卖给出价最高者。证券按比例配售制（pro rata）”发行，优先分配给出价高者，若还有剩余，再按顺序分配给下一个高价投标人。市场而非政府决定价格。
1929年12月10日，美国财政部首次举行拍卖，发行2.24亿美元的三个月期国库券。最高中标价为99.310，最低接受价为99.152。

### 拍卖制度的完善
直到1970年代，财政部仍不定期发行长期证券，依据市场调研灵活操作。这种不规则的发行增加了货币市场的不确定性，尤其在联邦赤字上升的背景下。到1970年代末，财政部逐步转向规律、可预测的债券发行机制。同时，财政部也开始采用拍卖方式发行票据和债券，这一方式借鉴了国库券的拍卖制度。
关于可流通证券的种类与发行程序，详见财政部的《统一发行通告》（31 CFR 356）。

## 可流通国债券
美国的可流通国债券的种类与发行程序载于美国财政部的《统一发行通告》（Treasury's Uniform Offering Circular，第31篇联邦法规第356部分，31 CFR 356）。

### 短期国债券

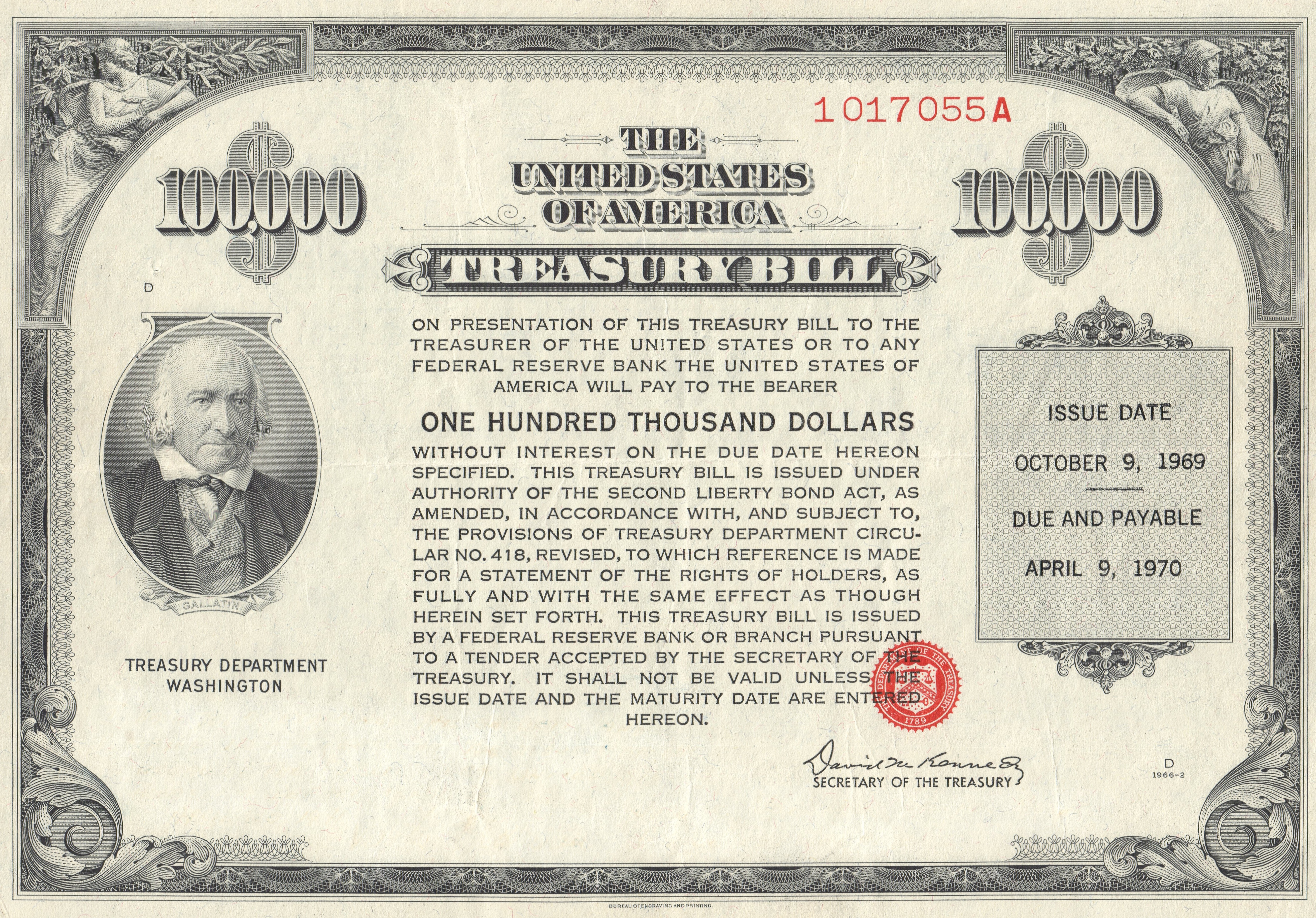
1969年的价值10万美元的美国短期国债券

短期国债券（英語：Treasury bill、缩写为）是美国财政部发行的短期国债券，期限不超过一年。像是零息票債券相似, 短期国债券（T-bills）並不在到期前支付利息，而是在票面金額的基礎上貼現銷售，從而產生正的到期收益率。T-bills被廣泛地認為是對美國投資者開放的風險最小的理財產品。
每週發行的短期国债券通常有以下幾種期限：28天（或4個星期），91天（或13個星期，接近3個月），182天 (或26週, 接近6 個月），和364天（或52個星期，接近一年）。星期一公告星期二拍賣, 通常是1:00 pm開始, 並於星期四發行.
當財政嚴重不平衡時,美国财政部會發行現金管理債券(或稱 CMBs).  是有折扣並以拍賣方式賣出的国库券就像多週期的国库券. 但差異在於總量並不固定, 期間通常都於21天以下, 並發行、拍賣、到期都在一週中的某一天. 當CMB在不成文規定的慣例日子發行, 通常是星期四, 這種常規性的被稱為循環內CMB會搭上其他公債一起發行並有相同的CUSIP.  當有CMBs 於其他日子到期就被稱為循環外 並且有不同的CUSIP號碼.
在二級市場中，短期国债券通常用年化的到期收益率或成本基準來報價和交易。
通常公債貼現計算公式如下
{\displaystyle {\text{Yield}}(\%)=\left({\frac {{\text{Face Value}}-{\text{Purchase Price}}}{\text{Face Value}}}\right)\times {\frac {\text{360}}{\text{Days Till Maturity}}}\times 100\%}

### 中期国债券

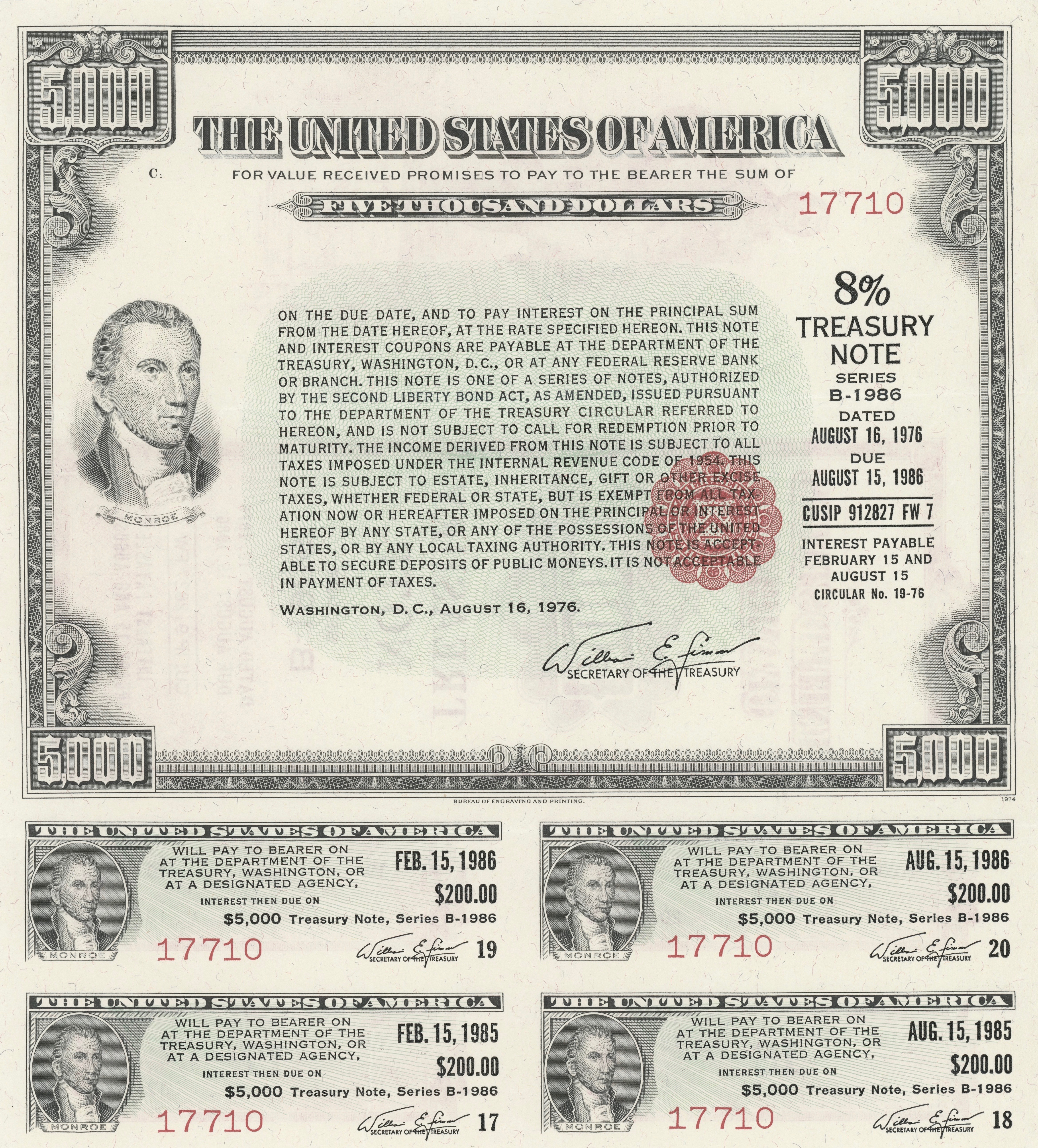
1976年的价值5千美元的利率为8%的美国中期国债券

中期国债券（英語：Treasury Note、缩写为）是美国财政部发行的中期债券，到期时间为2年、3年、5年、7年、10年，每6个月支付一次利息，按每100美元为一个单位出售。在二级市场上，中期国债券（T-notes）的价格按面值的百分比，以每美元的32分之1为单位报价。
中期国债券支付的利率是固定的，并在拍卖时确定。目前10年期国库券的收益率被投资者和公众广泛关注，用以监测美国国债市场的表现，并作为投资者对长期宏观经济形势预期的代表指标之一。
另一种中期国债券叫作浮动利率国债券（floating rate note），它是按季度支付利息的，利率根据13个星期的短期国债券（T-bills）的定期拍卖利率设定。与传统的固定利率工具类似，持有人在两年期满时会收到该券的面值本金。

### 长期国债券
长期国债券（英語：Treasury Bonds、缩写为）是美国财政部发行的长期国债券，期限为20年或30年。它与中期国债券（T-notes）一样，每6个月支付一次利息。
1990年代末期，由于美国政府利用财政盈余偿还联邦债务，10年期中期国债券（T-notes）开始取代30年期的长期国债券（T-bonds），成为衡量美国债券市场的主要、最常被关注的指标。
美国联邦政府曾在2002年2月18日至2006年2月9日期间暂停发行30年期国债达四年之久。然而，由于养老金基金和大型长期机构投资者的需求，以及美国财政部对负债结构多元化的需要，再加上收益率曲线趋平使得发行长期债务的机会成本下降，30年期的期国债券于2006年2月重新推出，并现已改为每季度发行一次。
2019年，美国财政部长史蒂文·姆努钦（Steven Mnuchin）曾表示特朗普政府正在考虑发行50年期甚至100年期的国债，但这一提议并未实现。

### 通胀保值债券
，1997年1月15日由美国财政部首次发行，规模为70亿美元。目前提供5年、10年和30年三种期限。
除了拥有一般国债的固定利率息票外，TIPS的面值会定期按照CPI指数加以调整，以确保投资者本金与利息的真实购买力。这种对本金的调整在 CPI 上升时会提高利息收入，从而保护投资者的购买力。根据金融学者安妮特·索（Dr. Annette Thau）的说法，这种机制“几乎可以保证投资者获得超越通胀率的实际回报”。
金融学者马丁内利（Martinelli）、普里奥莱特（Priaulet）指出，通胀挂钩证券（包括英国和法国使用的同类工具）具有与股票、固定票息债券和现金等价物相关性弱的特点，因此是分散投资组合和管理风险的有效工具。
一项2014 年的研究发现，相较于TIPS，传统的美国国债券经常被错误定价，从而形成套利机会，这对传统资产定价理论构成了重大挑战。

### 本息分离债券
本息分离债券（Separate Trading of Registered Interest and Principal Securities，缩写为），又叫分割债券或拆开债券，是由投資銀行推出的一个债券品种，滿足投資者對零息債券的需求。
按照法例規定，美國財政部可以推出的零息債券只有短期国债券（T-bills），到期日最長只有1年。本息分离债券（STRIPS）實際上是中、長期債券，投資銀行把本金和應收利息分拆為一系列零息債券出售給不同投資者。例如，10年期債券每半年派息一次，投資銀行將期內20次派息及本金分拆為21個證券出售，因而可提供超過1年期的零息債券。
财政部本身不直接发行本息分离债券（STRIPS），而是由投资银行或券商发行，财政部仅在其电子记账系统中登记这些证券。
本息分离债券（STRIPS）必须通过券商购买，不能通过TreasuryDirect平台购买。

## 不可流通国债券

### 美国储蓄债券
美国储蓄债券（英語：United States Savings Bonds）首次是在1935年发行，以E系列债券的形式推出，也被称为战争债券，广泛用于资助第二次世界大战。
与可在市场上自由交易的国债不同，美国储蓄债券不可流通，只能由原始购买人（或在其去世时的指定受益人）赎回。
二战结束后，美国储蓄债券依然受到欢迎，常被用作个人储蓄工具或作为赠礼。
自2002年起，美国财政部开始调整储蓄债券计划，下调利率并关闭营销办公室。
自2012年1月1日起，金融机构不再销售纸质储蓄债券。
储蓄债券目前有两种形式：EE 系列 和I系列债券。
EE系列债券的支付固定利率，保证在 20 年时至少翻倍（即收益至少达到购买金额的两倍），如果复利计算的利息未达到翻倍，财政部将在第 20 年一次性补足差额，债券会继续支付利息直至 30 年。
I系列债券的利率为固定利率加上浮动利率。在债券的整个周期内固定利率保持不变，浮动利率则基于“城市消费者消费者价格指数（CPI-U）”在之前6个月的变动情况而定，每6个月变动一次。新的浮动利率每年于5月1日和11月1日公布。在通缩时期，负的通胀率可能抵消固定利率带来的收益，但综合利率不会低于 0%，也就是说债券不会贬值。自2011年起，I系列债券是唯一可以以纸质形式购买的储蓄债券，且只能通过使用联邦所得税退税中的一部分进行购买。

### 零息债务凭证
零息债务凭证（英語：Zero-Percent Certificate of Indebtedness）仅通过TreasuryDirect系统发行。这是一种自动续期、期限为1天的证券，可最多购买1000美元，不支付利息。投资者可使用此工具在TreasuryDirect账户中存钱，为购买有息证券做准备。

### 政府账户系列
政府账户系列（英語：Government Account Series）是政府内部债务的主要形式。财政部向拥有多余现金的联邦部门或机构（如联邦存款保险公司）发行此类证券，类似于政府内部的定期存款。

### 州与地方政府系列
州与地方政府系列（英語：State and Local Government Series，缩写为）是财政部向州和地方政府发行的证券。这些地方政府因发行免税债券而拥有多余现金，根据联邦税法，这些资金通常不得投资于收益更高的证券，但SLGS是例外。财政部有权决定是否发行SLGS，并在多次面临联邦债务上限时暂停其销售。

## 持有情况

### 美国国内持有情况

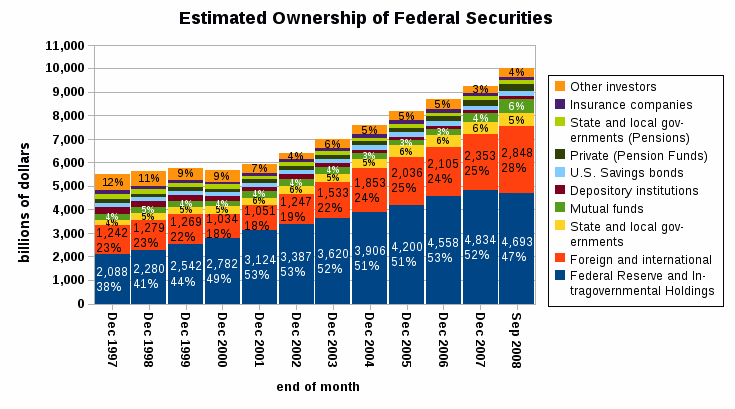
美國公債成長圖

到2024年6月，大约27万亿美元的美国国债券（占美国国债券总金额的78%）为美国国内持有。
最大的一些持有者如下：
- 联邦政府：持有7.1万亿美元（约21%），作为各机构的超额或储备资金，存在财政部
- 纽约联邦储备银行：持有4.8万亿美元（14%）
- 共同基金：3.8万亿美元
- 州和地方政府：2.1万亿美元
- 商业银行：1.7万亿美元
- 保险公司：5500亿美元
- 私人养老金基金：4600亿美元
- 其他私人实体和个人投资者：约6万亿美元（含1600亿美元的储蓄债券）

### 国外持有情况
2024年6月30日时，最大的持有美国国债券的外国和地区分别是：

| Debt holder    | 综述 (用美元计算) | 变化 （和2023年6月对比） | 长期持有的金额的比例 |
| -------------- | ----------------- | ------------------------ | -------------------- |
| 日本           | 1,089.8           | (− 1%)                   | 93%                  |
| 中国大陸       | 780.4             | (− 6%)                   | 96%                  |
| United Kingdom | 739.5             | +10%                     | 87%                  |
| 加拿大         | 373.0             | +36%                     | 91%                  |
| 盧森堡         | 369.1             | +12%                     | 74%                  |
| 爱尔兰         | 334.1             | +21%                     | 72%                  |
| Cayman Islands | 325.0             | +19%                     | 56%                  |
| 比利时         | 314.8             | (− 5%)                   | 84%                  |
| 法國           | 300.3             | +39%                     | 94%                  |
| 瑞士           | 284.6             | (− 6%)                   | 79%                  |
| 臺灣           | 268.0             | +11%                     | 99%                  |
| 印度           | 241.6             | + 3%                     | 96%                  |
| 巴西           | 227.1             | (−0.2%)                  | 99%                  |
| 香港           | 226.1             | +14%                     | 86%                  |
| 新加坡         | 212.9             | +14%                     | 95%                  |
| others         | 2,124.6           | +11%                     | 84%                  |
| 合计           | 8,210.9           | + 8%                     | 87%                  |

## 外部連結
- Bureau of the Public Debt: US Savings Bonds Online （页面存档备份，存于）

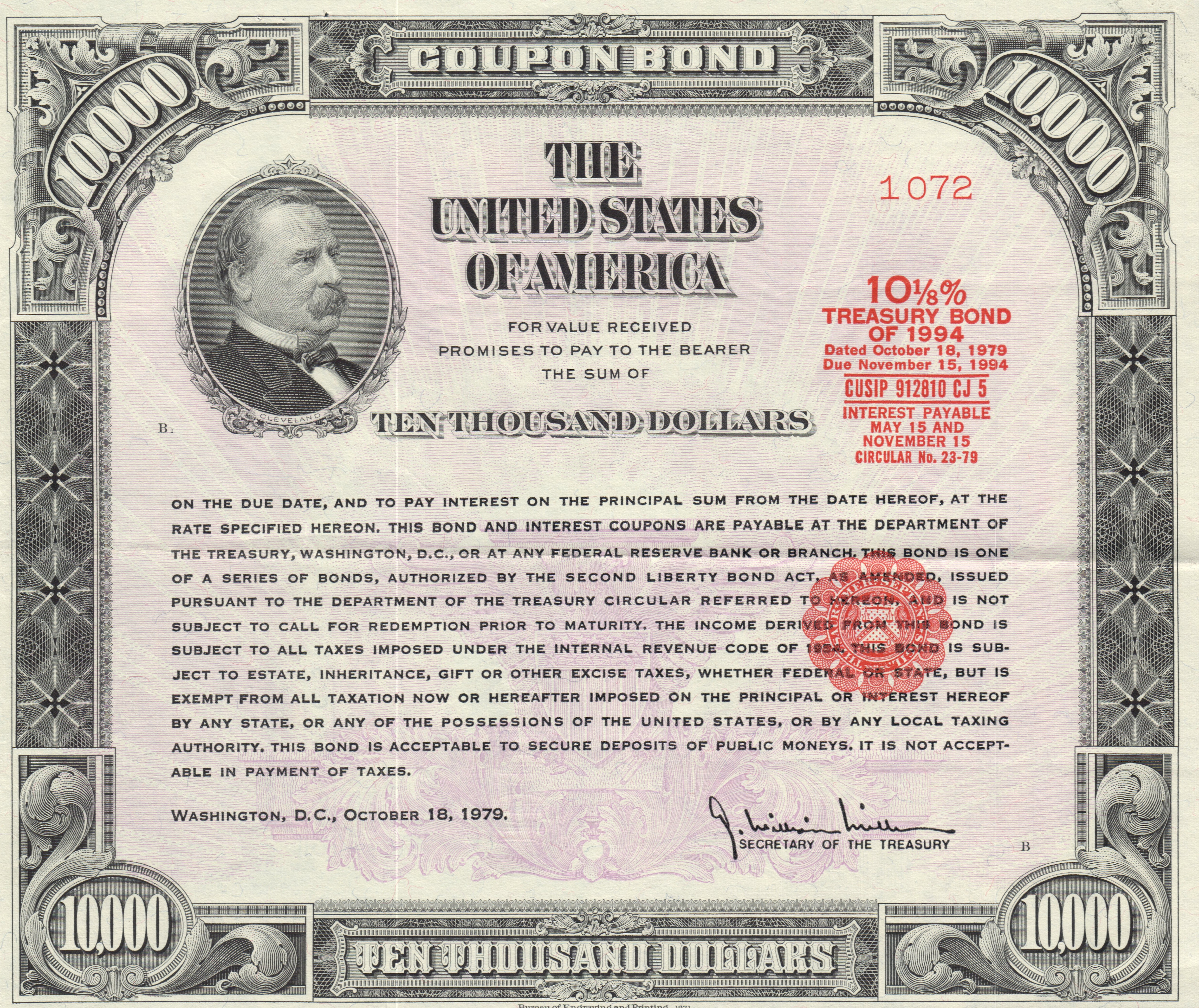
1979年的价值1万美元的美国长期国债券

- Major Foreign Holders of U.S. Treasury Bonds （页面存档备份，存于）
- U.S. Bureau of the Public Debt: Series A, B, C, D, E, F, G, H, J, and K Savings Bonds and Savings Notes. （页面存档备份，存于）
- Features and Risks of Treasury Inflation Protection Securities （页面存档备份，存于）